# Vlinderhof
De Vlinderhof is een openbare vaste-plantentuin in het Máximapark  in de Vinexwijk Leidsche Rijn/Vleuten-De Meern ten westen van Utrecht. De tuin is ontstaan vanuit een burgerinitiatief en ontworpen door Piet Oudolf. De tuin is aangelegd door vrijwilligers, die sindsdien ook verantwoordelijk zijn voor het onderhoud. De tuin werd geopend in 2014.

## Ligging
De Vlinderhof ligt in het Máximapark, even ten noorden van de Alendorperweg. Het officiële bezoekadres is Dr. van Dugterenpad 100 in Vleuten. De hoofdingang bevindt zich aan de noordzijde van de tuin. Aan zuidelijke zijde wordt de tuin omsloten door het water van de Alendorperwetering en de Vikingrijn. Vanaf de Alendorperweg kunnen bezoekers via een met de hand te bedienen trekpontje over de wetering, oversteken naar de tuin.

## Ontwerp
De oppervlakte van de Vlinderhof is circa 5.000 m². Hiervan is ongeveer 1.725 m² beplant met vaste planten. De plantvakken worden van elkaar gescheiden door graspaden. Er zijn twee grasvelden. Door het midden van de tuin loopt een 2,5 meter breed, licht gebogen asfaltpad. Aan de oostkant bevindt zich een getrapte heuvel vanaf waar bezoekers de tuin kunnen overzien. 
De vaste planten staan in dertien zogeheten 'zonnevakken' aan de noord- en oostkant en zes 'schaduwvakken', waar ook diverse bomen zijn geplant, plus twee ‘hoge borders’ aan de zuid- en westkant. De vakken zijn organisch gevormd en zo gepositioneerd dat bezoekers worden uitgenodigd de tuin al dwalend te ontdekken en ervaren.

## Beplanting
De beplanting van de Vlinderhof heeft de kenmerkende naturalistische stijl van Piet Oudolf en de Dutch Wave: informele groepen van vaste planten in combinatie met siergrassen. In totaal staan er 98 soorten vaste planten in de Vlinderhof. 1/5 deel van het totale aantal planten zijn siergrassen.
Om het bloeiseizoen te verlengen is in 2015 in overleg met Oudolf het vaste-plantenplan aangevuld met voorjaarsbollen. Hiervoor hebben de vrijwilligers ruim 34.000 voorjaarsbollen geplant.

## Geschiedenis
De Vlinderhof is ontstaan op initiatief van buurtbewoner Marc Kikkert. Hij was een bewonderaar van Oudolf, die op dat moment (omstreeks 2010) in het buitenland al een beroemdheid was maar in eigen land naar de mening van Kikkert nog te weinig bekend. Kikkert wilde dat meer mensen in Nederland zouden kunnen kennismaken met  werk. Het nabijgelegen Leidsche Rijnpark (later: Máximapark), dat destijds werd ontwikkeld, zou vanwege de centrale ligging de ideale plek zijn.
De gemeente Utrecht, eigenaar van het park, stond aanvankelijk sceptisch tegenover de plannen. Toch slaagden Kikkert en de medestanders die hij inmiddels had verzameld erin om tot een afspraak te komen: als ze voldoende draagvlak zouden creëren, een startkapitaal bijeen zouden brengen én Oudolf bereid zouden vinden wilde de gemeente meewerken. Daarnaast moest ook de hoofdontwerper van het park, Adriaan Geuze van het Rotterdamse ontwerpbureau West 8, worden betrokken in de plannen. Na het nodige lobbywerk en acties via onder meer lokale en sociale media wist men aan deze voorwaarden te voldoen en de neuzen dezelfde kant op te krijgen. Ook lukte het om via sponsoring en crowdfunding het benodigde extra budget binnen te halen. 
In maart 2013 droeg de gemeente Utrecht een perceel in het Máximapark waar oorspronkelijk een rosarium was gepland officieel over aan de vrijwilligers van de Vlinderhof, die de aanleg vanaf dat moment ter hand namen.
Tijdens het landelijke vrijwilligersevenement NLdoet in maart 2014 plantten ruim 100 deelnemers uit heel Nederland 15.000 planten en grassen volgens het ontwerp van Oudolf. Op 24 mei 2014 werd de tuin officieel geopend.

## Vrijwilligers
Sinds de opening wordt de Vlinderhof onderhouden door een vaste groep van circa 45 vrijwilligers, waarvan een groot deel afkomstig is uit de wijk. 
Aanleg en beheer laten uitvoeren door vrijwilligers was oorspronkelijk geen onderdeel van de plannen maar van meet af aan wel een voorwaarde van de gemeente om de kosten beheersbaar te houden. Een niet voorzien maar positief effect is dat buurtbewoners via de tuin met elkaar in contact komen en de sociale cohesie wordt vergroot. De (kleinschalige) evenementen die de vrijwilligers regelmatig organiseren dragen hier ook aan bij.

## Benaming
Er is gekozen voor de naam ‘Vlinderhof’ omdat deze neutraal is en omdat bijna iedereen positieve associaties heeft met vlinders. Anders dan de naam suggereert is de Vlinderhof geen vlindertuin. Sommige planten in de Vlinderhof (waaronder de inheemse Succisa pratensis en verschillende soorten Alliums) worden bevlogen door insecten maar ze zijn niet met dat doel geselecteerd. Schoonheid en emotie staan centraal in de ontwerpen van Oudolf; biodiversiteit en ecologische waarde zijn ‘bijvangst’.
De term ‘hof’ verwijst naar de wens van initiatiefnemer Kikkert en parkarchitect Geuze om een omsloten tuin te creëren, vergelijkbaar met de hofjes in de historische binnenstad van Utrecht, ofwel een ‘hortus conclusus'. Oudolf heeft dit op een groene wijze opgelost door hoge brede hagen om de tuin heen in zijn ontwerp op te nemen.

## Varia
- Sinds december 2016 is de Vlinderhof een stichting met ANBI-status.[14]
- Een blikvanger in de Vlinderhof, die feitelijk echter niet bij de tuin hoort, is de zogeheten parkpergola, een zes meter hoge betonnen ‘muur’ van transparante honingraatelementen.[15] Oorspronkelijk zou deze langs de gehele zuidoostzijde van de Vlinderhof lopen maar vooralsnog is hij slechts gedeeltelijk gebouwd.[16]
- In 2023-2024 is naast de hoofdingang van de Vlinderhof een beheergebouw gerealiseerd. Het is ontworpen door West8 in dezelfde stijl als parkrestaurant Anafora. Dat is op zijn beurt gebaseerd op een nooit gerealiseerd ontwerp van Pierre Cuypers voor een bierhal op het Rembrandtplein in Amsterdam.[17]
- Al voor de opening was er grote belangstelling vanuit binnen- en buitenland. De vrijwilligers verzorgen jaarlijks dan ook rondleidingen aan uiteenlopende groepen bezoekers uit alle windstreken.[12] De internationale waardering heeft verder ondere andere geresulteerd in publicaties in gezaghebbende tijdschriften[2][18] en opname in de tentoonstelling The Naturalistic Gardens of Piet Oudolf - Field of Circular Life in Tokyo in 2024.[19]
- Voor hovenier en tuinontwerper Edwin Barendrecht, die met name in de beginfase zeer actief was betrokken als vrijwilliger, diende de Vlinderhof als inspiratie voor Vlindertuin De Zindering in Tiel.